# 河東站 (河內都市鐵路)
河東站（越南语：／）位於越南首都河內市河東郡，是河內都市鐵路2A號線的一個車站。

## 車站結構
本站為側式車站。
| 1 | ●2A號線 | ← 羅溪、安義 |
| 2 | ●2A號線 | 上亭、吉靈 → |

## 接駁交通
- 巴士：89、01、02、27、33系統[4]

## 外部連結
- 河東站（河內都市鐵路的官方網站） （页面存档备份，存于）